# Ideon

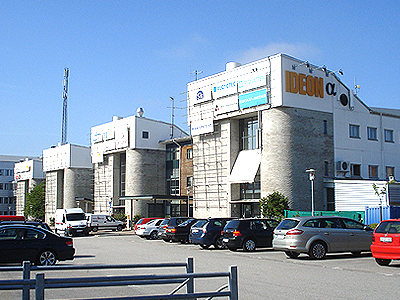
Parc scientifique Ideon

Ideon est un parc scientifique situé à Lund en Suède. Il comprend environ 260 entreprises employant 3 000 personnes réparties dans 110 000 m2 de bureau et de laboratoires.

## Histoire
Dans les années 1980, plusieurs industries (en particulier industrie textile et chantiers navals) fermaient en Scanie. Inspiré par le modèle américain, il fut alors décidé par le comté de Malmöhus (devenu depuis comté de Scanie), l'université de Lund et la municipalité de Lund, d'utiliser l'expertise existant à l'université de Lund pour favoriser la création d'entreprises technologiques. C'est ainsi qu'en 1983, Ideon fut créé, devenant de fait le plus ancien parc scientifique suédois.
Le site choisi était un site agricole situé au nord de Lund, près de l'école d'ingénieurs Lunds Tekniska Högskola. À l'origine, 5 entreprises s'installèrent dans ces locaux, dont Ericsson. En 1988, le nombre était déjà passé à 100, puis stagna jusqu'en 1996. En 1996, Ericsson, avec 750 employés, décida de s'installer dans ses propres locaux, non loin de là. Beaucoup crurent alors que cela marquerait la fin de Ideon, mais le bâtiment alpha, qui hébergeait jusque-là Ericsson, fut réaménagé, et de nombreuses entreprises s'y sont installées, le nombre total passant ainsi de 110 à 160 en trois ans.